# Vittorio Giovanni Rossi
Pour les articles homonymes, voir Rossi.
Œuvres principales
Oceano
Vittorio Giovanni Rossi, né le 8 janvier 1898 à Santa Margherita Ligure et mort le 4 janvier 1978 à Rome, est un romancier et journaliste italien, lauréat du prix Viareggio.

## Biographie
Vittorio Giovanni Rossi obtient le titre de capitaine au long-cours avant d'intégrer l'académie navale de Livourne comme élève-officier. Il est nommé à Trieste au début des années 1920 pour réorganiser le département maritime austro-hongrois de la Garde des finances après le rattachement de la ville à l'Italie, action qu'il répètera en Istrie. En 1925, il est signataire avec Curzio Malaparte, Luigi Pirandello, Gabriele D'Annunzio, Filippo Tommaso Marinetti, Ardengo Soffici et Giuseppe Ungaretti notamment du Manifeste des intellectuels fascistes rédigé et promu par Giovanni Gentile.
Il collabore par la suite au journal Corriere della Sera et au magazine Epoca tout en écrivant ses premiers romans, paraissant tous aux éditions Bompiani. En 1938, il reçoit pour Oceano le prix Viareggio.

## Œuvre
- Le streghe di mare, éd. Alpes, 1930
- Tassoni, éd. Alpes, 1931
- Tropici, éd. Bompiani, 1934
- Via degli spagnoli, éd. Bompiani, 1936
- Oceano, éd. Bompiani, 1938 – prix Viareggio
- Sabbia, éd. Bompiani, 1940
- La guerra dei marinai, éd. Bompiani, 1941
- Cobra, éd. Bompiani, 1941
- Pelle d'uomo, éd. Bompiani, 1943
- Alga, éd. Bompiani, 1945
- Preludio alla notte, éd. Bompiani, 1948
- Soviet, éd. Garzanti, 1952
- Fauna, éd. Bompiani, 1953
- Il granchio gioca col mare, éd. Mondadori, 1957
- Cristina e lo Spirito Santo, éd. Mondadori, 1958
- Festa delle lanterne, éd. Mondadori, 1960
- La Terra è un'arancia dolce, éd. Mondadori, 1961
- Nudi o vestiti, éd. Mondadori, 1963
- Miserere coi fichi, éd. Mondadori, 1963
- Il silenzio di Cassiopea, éd. Mondadori, 1965
- Però il mare è ancora quello, éd. Mondadori, 1966
- Terra e acqua, éd. Mursia, 1966
- Teschio e tibie, éd. Mondadori, 1968
- L'orso sogna le pere, éd. Mondadori, 1971
- Calme di luglio, éd. Mondadori, 1973
- Il cane abbaia alla luna, éd. Mondadori, 1975
- Maestrale, éd. Mondadori, 1976
- Terra e acqua, éd. Mursia, 1988  (ISBN 88-425-0306-1)